# زنان در لیبی
زنان در لیبی (انگلیسی: Women in Libya) به نقش و جایگاه زنان در کشور لیبی می‌پردازد.

## تاریخچه

### انقلاب ۱۹۶۹
نقش و جایگاه زنان پس از تغییر حاکمیت در لیبی به موضوع بحث‌ها و اقدامات قانونی زیادی تبدیل شده بود، همان‌طور که در بسیاری از کشورهای جهان عرب چنین شده‌است. برخی از ناظران پیشنهاد کردند که رژیم تلاش‌هایی برای رهایی زنان انجام داده‌است، زیرا زنان را به عنوان یک منبع اساسی کار در اقتصادی که به‌طور مزمن برای کارگران گرسنه است می‌نگرد. آنها همچنین فرض کردند که دولت علاقه‌مند به گسترش پایگاه سیاسی خود است، به این امید که با حمایت از حقوق زنان مورد لطف قرار گیرد. از زمان استقلال، رهبران لیبی متعهد به بهبود وضعیت زنان بوده‌اند. مرکزیت انقلاب ۱۹۶۹، توانمندسازی زنان و حذف جایگاه فرودست بود.
در دهه ۱۹۷۰، آزادی زنان تا حد زیادی به سن آنان بستگی داشت. زنان شهری زیر سی و پنج سال، حجاب سنتی را کنار گذاشته و احتمالاً لباس‌های سبک غربی می‌پوشند. سنین بین سی و پنج تا چهل و پنج سال به‌طور فزاینده ای آماده بودند تا چنین تغییری را در نظر بگیرند، اما زنان بالای چهل و پنج سال به نظر می‌رسید که تمایلی به کنار گذاشتن حجاب و پوشش مرسوم خود ندارند. یک دهه بعد، حجاب در میان زنان شهری غیر معمول بود.
در این دوران، زنان نیز به‌طور فزاینده‌ای دیده می‌شدند که بدون شوهر یا همراهان مرد محرم در حال رانندگی، خرید یا مسافرت بودند.

### انقلاب ۱۷ فوریه

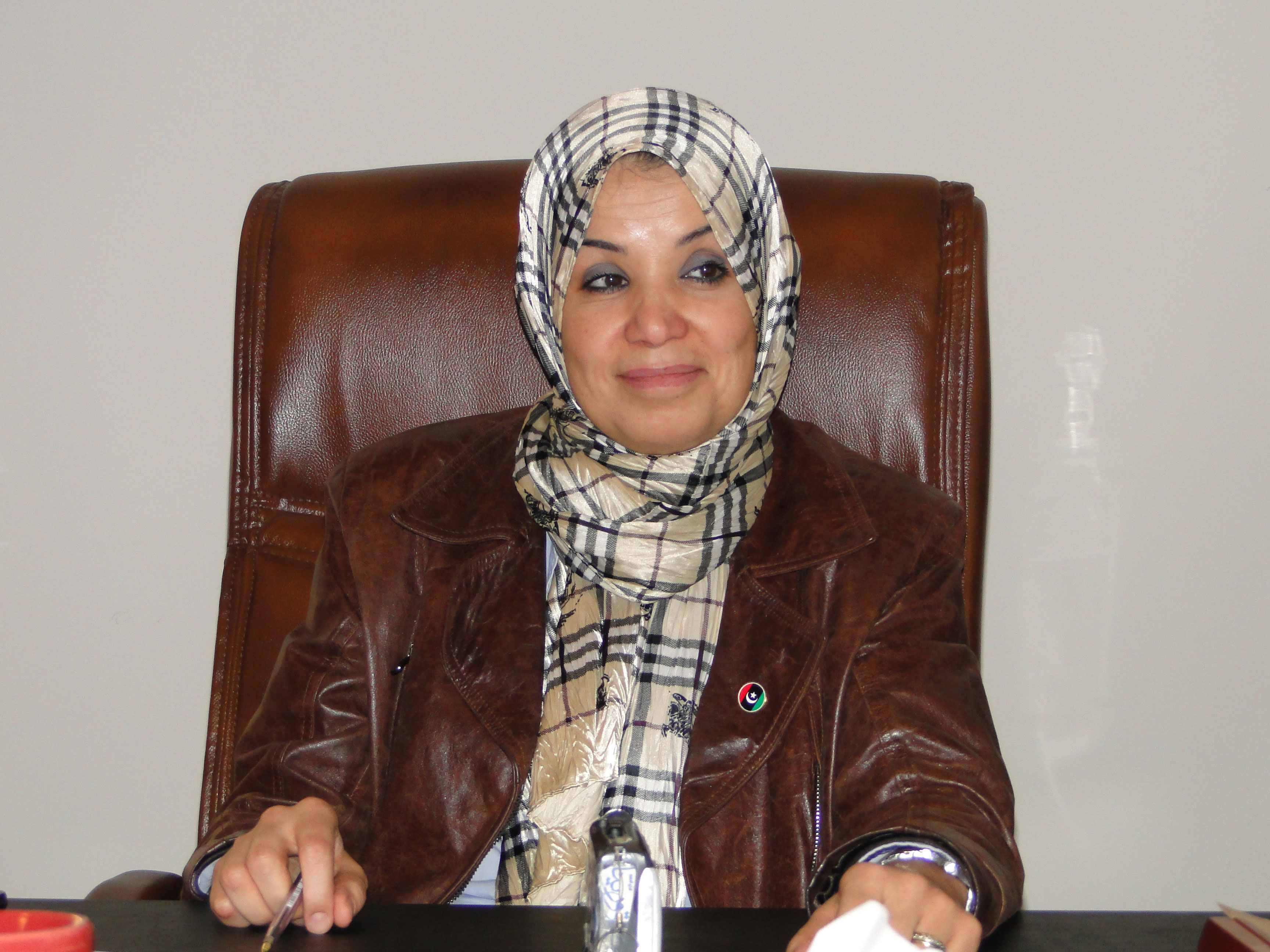
سلوا الدغالی، وکیل لیبیایی و عضو شورای ملی انتقالی

پس از انقلاب ۱۷ فوریه در لیبی، زنان در لیبی از حضور بسیار بیشتری در زندگی عمومی و حکومت برخوردار بودند. در اولین انتخابات آزاد پس از سرنگونی حکومت لیبی تحت حمایت ناتو که طی آن معمر قذافی کشته شد، سی و سه زن برای حضور در کنگره ملی لیبی انتخاب شدند.

## حق رای
از سال ۱۹۶۴، زنان لیبیایی حق رای و مشارکت در امور سیاسی داشتند.

## سیاست
از آن زمان، دولت زنان را به شرکت در انتخابات و نهادهای سیاسی ملی تشویق کرده‌است، اما در سال ۱۹۸۷ تنها یک زن به عنوان دستیار وزیر اطلاعات و فرهنگ تا کابینه ملی پیش رفت. از سال ۱۹۸۹ تا ۱۹۹۴ فاطمه عبدالحافظ مختار وزیر آموزش و پرورش بود. سلما احمد راشد، از سال ۱۹۹۲ تا ۱۹۹۴، به عنوان دستیار دبیر زنان و سپس دبیر دبیرخانه عمومی کنگره عمومی خلق برای امور زنان از سال ۱۹۹۴ تا ۱۹۹۵، و در نهایت در سال ۱۹۹۶ سفیر جامعه ملل عرب شد.
از سال ۱۹۹۵ تا ۱۹۹۸، توریا رمضان ابوتبریکه، نورا هان رمضان ابوسفریان از ۱۹۹۸ تا ۲۰۰۰، شلما چابون عبدالجبار و امل نوری عبدالله الصفار از سال ۱۹۹۵ تا ۱۹۹۸ به عنوان دبیر دبیرخانه عمومی کنگره عمومی امور زنان خدمت کردند.
از ۲۰۰۶ تا ۲۰۰۹ زنانی که به عنوان دبیر دبیرخانه عمومی کنگره عمومی خلق برای امور اجتماعی فعالیت می‌کنند، شلما شابون عبدالجبار و عبدالعلیم الشلووی هستند، در حالی که از سال ۱۹۹۵ تا ۲۰۰۰ فوزیه بشیر الشلبابی به عنوان دبیر اطلاعات، فرهنگ حضور داشته‌است.
هدی فتحی بن عامر در سال ۲۰۰۹ به عنوان دبیر امور کمیته‌های مردمی خدمت کرد و همچنین به عنوان رئیس پارلمان انتقالی عرب حضور داشت. سلما شعبان عبدالجبار به عنوان منشی امور زنان در سال ۲۰۰۹ فعالیت خود را آغاز کرد در مارس ۲۰۲۱، نجلا المنگوش به عنوان وزیر امور خارجه منصوب شد.

### تشکل‌ها
زنان توانستند انجمن‌های خود را تشکیل دهند. اولین تشکل زنان در سال ۱۹۵۵ در بنغازی بود. در سال ۱۹۷۰، چندین سازمان فمینیستی در اتحادیه عمومی زنان ادغام شدند که در سال ۱۹۷۷ به فدراسیون زنان جماهیریا تبدیل شد. یکی از رئیس‌های اولیه اتحادیه عمومی زنان، نویسنده و مجری برنامه، خدیجه جهامی بود. بر اساس بند ۵ اعلامیه قانون اساسی ۱۱ دسامبر ۱۹۶۹، زنان قبلاً طبق قانون با مردان موقعیت برابری داشتند. پس از آن، جنبش زنان در زمینه‌هایی مانند آموزش بزرگسالان و بهداشت فعال بوده‌است.

## کار و رفاه
زنان همچنین در زمینه اشتغال در خارج از خانه به دستاوردهای بزرگی دست یافته بودند، که نتیجه دسترسی بهتر به آموزش و پذیرش افزایش شغل زنان است. دولت نیروی محرک اصلی این پدیده نبود. به عنوان مثال، برنامه توسعه ۱۹۷۶–۱۹۸۰ خواستار استخدام تعداد بیشتری از زنان در حوزه‌هایی بود که برای کار زنان مناسب است، اما شناسایی افراد در مورد اینکه چه شغلی برای زنان مناسب است همچنان توسط سنت محدود شده بود.
بر اساس سرشماری سال ۱۹۷۳، نرخ مشارکت برای زنان، درصد کل زنانی که در فعالیت اقتصادی فعالیت می‌کنند حدود ۳ درصد در مقایسه با ۳۷ درصد برای مردان بود که به‌طور قابل توجهی کمتر از سایر کشورهای غربی و در اکثر کشورهای عربی خاورمیانه بود.

## تحصیلات
در زمان پادشاه ادریس و در طول دهه آخر حکومت او، تعداد زنانی که در آموزش ابتدایی ثبت نام کرده بودند تنها بین ۱۱ تا ۱۹ درصد بود. بر اساس ماده ۱۴ اعلامیه قانون اساسی لیبی در سال ۱۹۶۹، آموزش به عنوان یک حق شناخته شد و تا سال ۱۹۹۰ این رقم به ۴۸ درصد رسید. ثبت نام در آموزش عالی در سال ۱۹۶۶ به ۸ درصد رسید، اما در سال ۱۹۹۶ این رقم به ۴۳ درصد رسید که برابر با مردان بود.
تا سال ۲۰۰۱، ۱۶ درصد از زنان دارای مدرک دانشگاهی یا بالاتر، و ۴۸ درصد دارای گواهینامه دبیرستان بودند که در آن منعی برای انتخاب رشته تحصیلی وجود نداشت.